# 左傑
左傑（1495年—？），字允興，號東津，山東東昌府高唐州恩縣人，匠籍，明朝政治人物。

## 生平
嘉靖四年（1525年）乙酉科山東鄉試第七十三名舉人。嘉靖八年（1529年）中式己丑科會試第八十六名，登第三甲第五十九名進士。授浙江餘姚縣知縣，調上虞縣，歷升户部主事、工部员外郎，出为河南參議、陕西副使、陕西行太僕寺卿，二十四年四月升河南右參政。

## 家族
曾祖左寬；祖父左玘；父左逵，母趙氏。具庆下。